# Gmina Härnösand
Gmina Härnösand (szw. Härnösands kommun) – gmina w Szwecji, w regionie Västernorrland, z siedzibą w Härnösand.
Pod względem zaludnienia Härnösand jest 98. gminą w Szwecji. Zamieszkuje ją 25 273 osób, z czego 50,99% to kobiety (12 886) i 49,01% to mężczyźni (12 387). W gminie zameldowanych jest 812 cudzoziemców. Na każdy kilometr kwadratowy przypada 23,74 mieszkańca. Pod względem wielkości gmina zajmuje 96. miejsce.